# Schieß-Europameisterschaften 300 Meter 1981
Die 3. ISSF Schieß-Europameisterschaften 300 Meter 1981, fanden vom 15. bis 20. Juni 1981 in Oulu, Finnland für die Disziplin Gewehr auf die 300-Meter-Distanz statt. Es nahmen 25 Athleten aus fünf Ländern teil.

## Ergebnisse
| Wettbewerb                                 | Gold                                                                             | Gold      | Silber                                                                             | Silber    | Bronze                                                                             | Bronze   |
| ------------------------------------------ | -------------------------------------------------------------------------------- | --------- | ---------------------------------------------------------------------------------- | --------- | ---------------------------------------------------------------------------------- | -------- |
| 300 m Gewehr Dreistellungskampf            | Vladimir Lvov                                                                    | 1132 (72) | Mauri Röppänen                                                                     | 1132 (65) | Viktor Danilchenko                                                                 | 1131     |
| 300 m Gewehr Dreistellungskampf Mannschaft | SchweizBernhard Suter Kuno Bertschy Pierre-Alain Dufaux Walter Inderbitzin       | 4500      | SowjetunionVladimir Lvov Viktor Danilchenko Gennady Lushchikov Aleksandr Mastyanin | 4494      | FinnlandJuhani Laakso Kalle Leskinen Jyrki Lehtonen Mauri Röppänen                 | 4473     |
| 300 m Standardgewehr                       | Vladimir Lvov                                                                    | 575       | Viktor Danilchenko                                                                 | 573 (39)  | Kuno Bertschy                                                                      | 573 (38) |
| 300 m Standardgewehr Mannschaft            | SowjetunionVladimir Lvov Viktor Danilchenko Gennady Lushchikov Boris Melnik      | 2264      | SchweizKuno Bertschy Martin Billeter Beat Carabin Pierre-Alain Dufaux              | 2263      | NorwegenTore Hartz Trond Kjøll Kåre Inge Viken Kurt Arne Berglund                  | 2251     |
| 300 m Gewehr kniend                        | Bernhard Suter                                                                   | 384       | Kurt Thune                                                                         | 383       | Vladimir Lvov                                                                      | 382      |
| 300 m Gewehr kniend Mannschaft             | FinnlandJuhani Laakso Kalle Leskinen Jyrki Lehtonen Mauri Röppänen               | 1512      | SchweizBernhard Suter Pierre-Alain Dufaux Walter Inderbitzin Kuno Bertschy         | 1510      | SowjetunionVladimir Lvov Viktor Danilchenko Gennady Lushchikov Aleksandr Mastyanin | 1501     |
| 300 m Gewehr stehend                       | Mauri Röppänen                                                                   | 369       | Harald Stenvaag                                                                    | 367       | Trond Kjøll                                                                        | 365      |
| 300 m Gewehr stehend Mannschaft            | SowjetunionVladimir Lvov Jushan Hallikmaa Gennady Lushchikov Viktor Danilchenko  | 1442      | NorwegenHarald Stenvaag Trond Kjøll Tore Hartz Terje Melbye Hansen                 | 1437      | SchweizBernhard Suter Pierre-Alain Dufaux Walter Inderbitzin Kuno Bertschy         | 1433     |
| 300 m Gewehr liegend                       | Gennady Lushchikov                                                               | 592 (26)  | Aleksandr Mastyanin                                                                | 592 (24)  | Carl-Erik Öberg                                                                    | 587      |
| 300 m Gewehr liegend Mannschaft            | SowjetunionVladimir Lvov Aleksandr Klimov Gennady Lushchikov Aleksandr Mastyanin | 2352      | SchweizBernhard Suter Kuno Bertschy Pierre-Alain Dufaux Martin Billeter            | 2331      | NorwegenHarald Stenvaag Terje Melbye Hansen Tore Hartz Kåre Inge Viken             | 2322     |

## Medaillenspiegel
| Platz  | Land        | Gold | Silber | Bronze | Gesamt |
| ------ | ----------- | ---- | ------ | ------ | ------ |
| 01     | Sowjetunion | 6    | 3      | 3      | 12     |
| 02     | Schweiz     | 2    | 3      | 2      | 7      |
| 03     | Finnland    | 2    | 1      | 1      | 4      |
| 04     | Norwegen    | —    | 2      | 3      | 5      |
| 05     | Schweden    | —    | 1      | 1      | 2      |
| Gesamt | Gesamt      | 10   | 10     | 10     | 30     |